# Jean Henry Céant
Jean Henry Céant (ur. 27 września 1956) – haitański polityk, premier kraju w latach 2018–2019.
Z zawodu notariusz. Kandydat w wyborach prezydenckich w 2016. W sierpniu 2018 desygnowany na premiera Haiti po ustąpieniu jego poprzednika Jacka Guya Lafontanta w wyniku ekonomicznego kryzysu. Funkcję objął 17 września 2018, odwołany 21 marca 2019.